# Prodajus ostendensis
Prodajus ostendensis är en kräftdjursart som beskrevs av Gilson 1909. Prodajus ostendensis ingår i släktet Prodajus och familjen Dajidae. Inga underarter finns listade i Catalogue of Life.